# روماغنيس (بافيا)
روماغنيس (بالإيطالية: Romagnese)‏ هي بلدة تقع في مقاطعة بافيا بإقليم لومبارديا في شمال إيطاليا. تبلغ مساحة هذه المدينة 29.9 (كم²)، وترتفع عن سطح البحر م، بلغ عدد سكانها 859 نسمة في عام 2004 حسب إحصاء المعهد الوطني للإحصاء.

## السكان
في سنة 1861 بلغ عدد السكان 2٬127 نسمة، وتطور العدد ليصل في سنة 2011 لـ 744 نسمة.
يظهر هذا المخطط البياني تطور النمو السكاني لـ روماغنيس (بافيا)